# Down Side of Me
«Down Side of Me» es una canción de la banda de synthpop escocesa Chvrches, de su segundo álbum, Every Open Eye. La canción figuró dentro de la iniciativa 7-Inches For Planned Parenthood, encabezada por Planned Parenthood y que contaba con la colaboración de otros artistas como Björk, John Legend o Foo Fighters, entre otros. El vídeo musical de la canción fue dirigido por Kristen Stewart.

## Vídeo musical
El vídeo musical de la canción fue dirigido por Kristen Stewart y fue publicado en el canal de 7-Inches For Planned Parenthood el 28 de abril de 2017.

## Lista de canciones
Todas las canciones escritas y compuestas por Chvrches. 
| N.º | Título                   | Duración |  |
| 1.  | «Down Side of Me (Live)» | 5:33     |  |